# Приходько Іван Фокович
Іван Фокович Приходько (1910, село Домашлин, тепер Корюківського району Чернігівської області — ?) — український радянський діяч, бригадир тракторної бригади Менської МТС Менського району Чернігівської області. Депутат Верховної Ради УРСР 2-го скликання.

## Життєпис
Народився у родині селянина-середняка. Після закінчення сільської школи працював у господарстві батьків.
З 1929 року — член сільськогосподарської комуни «Червоний Жовтень» села Киселівки Менського району Чернігівщини.
У 1931 році закінчив курси бригадирів тракторних бригад. У 1931—1941 роках — тракторист, бригадир тракторної бригади Менської машинно-тракторної станції (МТС) Менського району Чернігівської області. У 1941 році разом із Менською МТС був евакуйований до Саратовської області РРФСР.
З березня 1942 по 1945 рік — у Червоній армії, учасник німецько-радянської війни. Служив артилерійським майстром 2-ї батареї 83-го гвардійського артилерійського полку Резерву головного командування.
Член ВКП(б) з серпня 1943 року.
З 1945 року — бригадир тракторної бригади Менської машинно-тракторної станції (МТС) Менського району Чернігівської області. Річний виробничий план бригада виконувала на 115%, зекономивши понад 1000 тонн пального.

## Звання
- гвардії сержант

## Нагороди
- медаль «За бойові заслуги» (12.03.1944)
- медаль «За відвагу» (30.04.1945)